# راگوهن
راگوهن (به آلمانی: Raguhn) یک منطقهٔ مسکونی در آلمان است که در راگون-یسنیتس واقع شده‌است. راگوهن ۳٬۶۹۶ نفر جمعیت دارد.